# Monte Carlo Masters 2024
Il Monte Carlo Masters 2024, ufficialmente Rolex Monte Carlo Masters 2024 per motivi di sponsorizzazione, è stato un torneo di tennis maschile giocato sulla terra rossa. È stata la 116ª edizione del Monte Carlo Masters facente parte dell'ATP Tour Masters 1000 nell'ambito dell'ATP Tour 2024. Il torneo si è giocato al Monte Carlo Country Club di Roccabruna (in Francia), vicino a Monte Carlo, dal 7 al 14 aprile 2024.

## Partecipanti al singolare

### Teste di serie
| Nazionalità | Giocatore          | Ranking* | Testa di serie |
| ----------- | ------------------ | -------- | -------------- |
| Serbia      | Novak Đoković      | 1        | 1              |
| Italia      | Jannik Sinner      | 2        | 2              |
| Spagna      | Carlos Alcaraz     | 3        | 3              |
|             | Daniil Medvedev    | 4        | 4              |
| Germania    | Alexander Zverev   | 5        | 5              |
|             | Andrej Rublëv      | 6        | 6              |
| Danimarca   | Holger Rune        | 7        | 7              |
| Norvegia    | Casper Ruud        | 8        | 8              |
| Bulgaria    | Grigor Dimitrov    | 9        | 9              |
| Polonia     | Hubert Hurkacz     | 10       | 10             |
| Australia   | Alex de Minaur     | 11       | 11             |
| Grecia      | Stefanos Tsitsipas | 12       | 12             |
| Stati Uniti | Taylor Fritz       | 13       | 13             |
| Francia     | Ugo Humbert        | 14       | 14             |
|             | Karen Chačanov     | 17       | 15             |
| Kazakistan  | Aleksandr Bublik   | 18       | 16             |

* Ranking al 1º aprile 2024.

#### Altri partecipanti
I seguenti giocatori hanno ricevuto una wildcard per il tabellone principale:
- Matteo Berrettini
- Gaël Monfils
- Valentin Vacherot
- Stan Wawrinka

I seguenti giocatori sono entrati nel tabellone principale passando dalle qualificazioni:

- Jaume Munar
- Corentin Moutet
- Sumit Nagal
- Federico Coria
- Luca Nardi
- Christopher O'Connell
- Roberto Bautista Agut

I seguenti giocatori sono entrati in tabellone come lucky loser:
- Yannick Hanfmann
- Daniel Altmaier
- Facundo Díaz Acosta
- Lorenzo Sonego
- Aleksandar Vukic

#### Ritiri
Prima del torneo
- Carlos Alcaraz  → sostituito da  Lorenzo Sonego
- Marin Čilić → sostituito da  Dominik Koepfer
- Jiří Lehečka → sostituito da  Daniel Altmaier
- Adrian Mannarino → sostituito da  Yannick Hanfmann
- Rafael Nadal → sostituito da  Zhang Zhizhen
- Tommy Paul → sostituito da  Marcos Giron
- Emil Ruusuvuori → sostituito da  Facundo Díaz Acosta
- Jordan Thompson → sostituito da  Aleksandar Vukic

## Partecipanti al doppio

### Teste di serie
| Nazione     | Giocatore         | Nazione     | Giocatore        | Ranking* | Testa di serie |
| ----------- | ----------------- | ----------- | ---------------- | -------- | -------------- |
| India       | Rohan Bopanna     | Australia   | Matthew Ebden    | 3        | 1              |
| Croazia     | Ivan Dodig        | Stati Uniti | Austin Krajicek  | 7        | 2              |
| Spagna      | Marcel Granollers | Argentina   | Horacio Zeballos | 11       | 3              |
| Stati Uniti | Rajeev Ram        | Regno Unito | Joe Salisbury    | 17       | 4              |
| Messico     | Santiago González | Regno Unito | Neal Skupski     | 22       | 5              |
| Germania    | Kevin Krawietz    | Germania    | Tim Pütz         | 26       | 6              |
| Paesi Bassi | Wesley Koolhof    | Croazia     | Nikola Mektić    | 30       | 7              |
| Argentina   | Máximo González   | Argentina   | Andrés Molteni   | 30       | 8              |

* Ranking al 1º aprile 2024.

### Altri partecipanti
Le seguenti coppie di giocatori hanno ricevuto una wildcard per il tabellone principale:
- Romain Arneodo /  Tristan-Samuel Weissborn
- Arthur Rinderknech /  Valentin Vacherot
- Jannik Sinner /  Lorenzo Sonego

La seguente coppia di giocatori è entrata in tabellone con il ranking protetto:
- Ugo Humbert /  Fabrice Martin

La seguente coppia di giocatori è entrata in tabellone come alternate:
- Marcelo Melo /  Alexander Zverev

### Ritiri
Prima del torneo
- Tallon Griekspoor /  Hubert Hurkacz → sostituiti da  Marcelo Melo /  Alexander Zverev

## Punti
Poiché il Masters di Monte Carlo è un Masters 1000 non obbligatorio ha una speciale regola per il punteggio: pur essendo conteggiato come un torneo 500 i punti sono quelli di un Masters 1000.
| Torneo    | V    | F   | SF  | QF  | 3T   | 2T  | 1T | Q    | Q2   | Q1   |
| Singolare | 1000 | 650 | 400 | 200 | 100  | 50* | 10 | 30   | 16   | 0    |
| Doppio    | 1000 | 600 | 360 | 180 | N.D. | 90* | 0  | N.D. | N.D. | N.D. |

* I giocatori con un bye ricevono i punti del primo turno.

## Montepremi
Il montepremi complessivo è di 6642938 €.
| Torneo    | V         | F         | SF        | QF        | 3T       | 2T       | 1T       | Q2       | Q1      |
| Singolare | 919 075 € | 501 880 € | 274 425 € | 149 685 € | 80 065 € | 42 935 € | 23 785 € | 12 185 € | 6 380 € |
| Doppio*   | 281 960 € | 153 170 € | 84 140 €  | 46 420 €  | N.D.     | 25 510 € | 0 €      | N.D.     | N.D.    |

*per team

## Campioni

### Singolare
Stefanos Tsitsipas ha sconfitto in finale  Casper Ruud con il punteggio di 6–1, 6–4.
- È l'undicesimo titolo in carriera per Tsitsipas, il primo in stagione e il terzo al Monte Carlo Masters.

### Doppio
Sander Gillé /  Joran Vliegen hanno sconfitto in finale  Marcelo Melo /  Alexander Zverev con il punteggio di 5–7, 6–3, [10–5].